# ریچارد پوزنر
ریچارد اَلِن پازنر (به انگلیسی: Richard Allen Posner) (‎/ˈpoʊznər/‎; زادهٔ ۱۱ ژانویهٔ ۱۹۳۹) قاضی، نظریه‌پرداز حقوق و اقتصاد آمریکایی است. او هم‌اکنون قاضی دادگاه استیناف حوزهٔ هفتم ایالات متحدهٔ آمریکا در شیکاگو و مدرس ارشد در مدرسهٔ حقوق دانشگاه شیکاگو است. او چهره‌ای پیشرو درزمینهٔ حقوق و اقتصاد است و بنابر ژورنال «مطالعات قانونی» یادشده‌ترین دانشور حقوق‌دان قرن بیستم است.